# Ithomia galata
Ithomia galata är en fjärilsart som beskrevs av William Chapman Hewitson 1855. Ithomia galata ingår i släktet Ithomia och familjen praktfjärilar. Inga underarter finns listade i Catalogue of Life.